# هيلين واتسون
هيلين واتسون (17 فبراير 1972 - ) (بالإنجليزية: Helen Watson)‏ هي لاعبة كريكت نيوزلندية.

## وصلات خارجية
- هيلين واتسون على موقع إي آس بي آن كريك إنفو (الإنجليزية)